# Joseph Leo Doob
Joseph Leo Doob (Cincinnati, 27 febbraio 1910 – Urbana, 7 giugno 2004) è stato un matematico statunitense.

## Biografia
Fu attivo nei campi della teoria della probabilità, dell'analisi matematica e della teoria del potenziale. È noto per essere uno dei fondatori della teoria delle martingale. Ha ricevuto il premio Steele nel 1984 per i risultati ottenuti in carriera.
L'American Mathematical Society, società di cui è stato presidente nel biennio 1963-64, ha istituito in suo onore il Premio Joseph L. Doob.